# Catedral de Viana do Castelo
La iglesia matriz de Viana do Castelo (en portugués: Igreja Matriz de Viana do Castelo) es una iglesia fortaleza construida en el siglo XV si bien conserva un aspecto románico se encuentra la población de Viana do Castelo en Portugal.
Su fachada está flanqueada por dos grandes torres coronadas por almenas y destaca su hermoso portal gótico con arquivoltas con escenas esculpidas de la Pasión de Cristo y esculturas de los Apóstoles. Es un templo románico con planta de cruz latina y en su interior es de tres naves separadas por arcos apoyados sobre pilares. Está clasificada como Imóvel de Interesse Público.
En el interior, las capillas de S. Bernardo (de Fernão Brandão) y la capilla del Santísimo Sacramento, se atribuyen al cantero portuense, João Lopes el viejo
.